# 平井諒
平井 諒（ひらい りょう、1991年4月23日 - ）は、和歌山県那賀郡粉河町（現・紀の川市）出身の元プロ野球選手（投手）、野球指導者。右投右打。

## 経歴

### アマチュア時代
小学校2年生のときに野球を始める。中学校では粉河シニアに所属した。帝京五高に入学後、投手へ転向。2年夏に愛媛大会決勝に進出。2回戦の対新居浜東高戦ではノーヒットノーランを記録。準々決勝の今治西高戦では延長10回1失点完投勝利。決勝は左太もも肉離れもあり、済美高に大敗を喫した。
3年夏は2回戦の対北条高戦で13奪三振を記録するなど力投した。準々決勝で秋山拓巳を擁する西条高と対戦し、被安打12、7四球、8失点で敗退した。
2009年10月29日に行われたプロ野球ドラフト会議で東京ヤクルトスワローズから4位指名を受ける。11月18日、契約金3500万円、年俸480万円（金額は推定）で仮契約。背番号は67。指名したヤクルトは菊池雄星、今村猛に次ぐ投手と評価している。12月9日の入団会見では、目標として由規をあげた。打撃も得意で、3年の愛媛大会では打率.600をマークした。

### ヤクルト時代

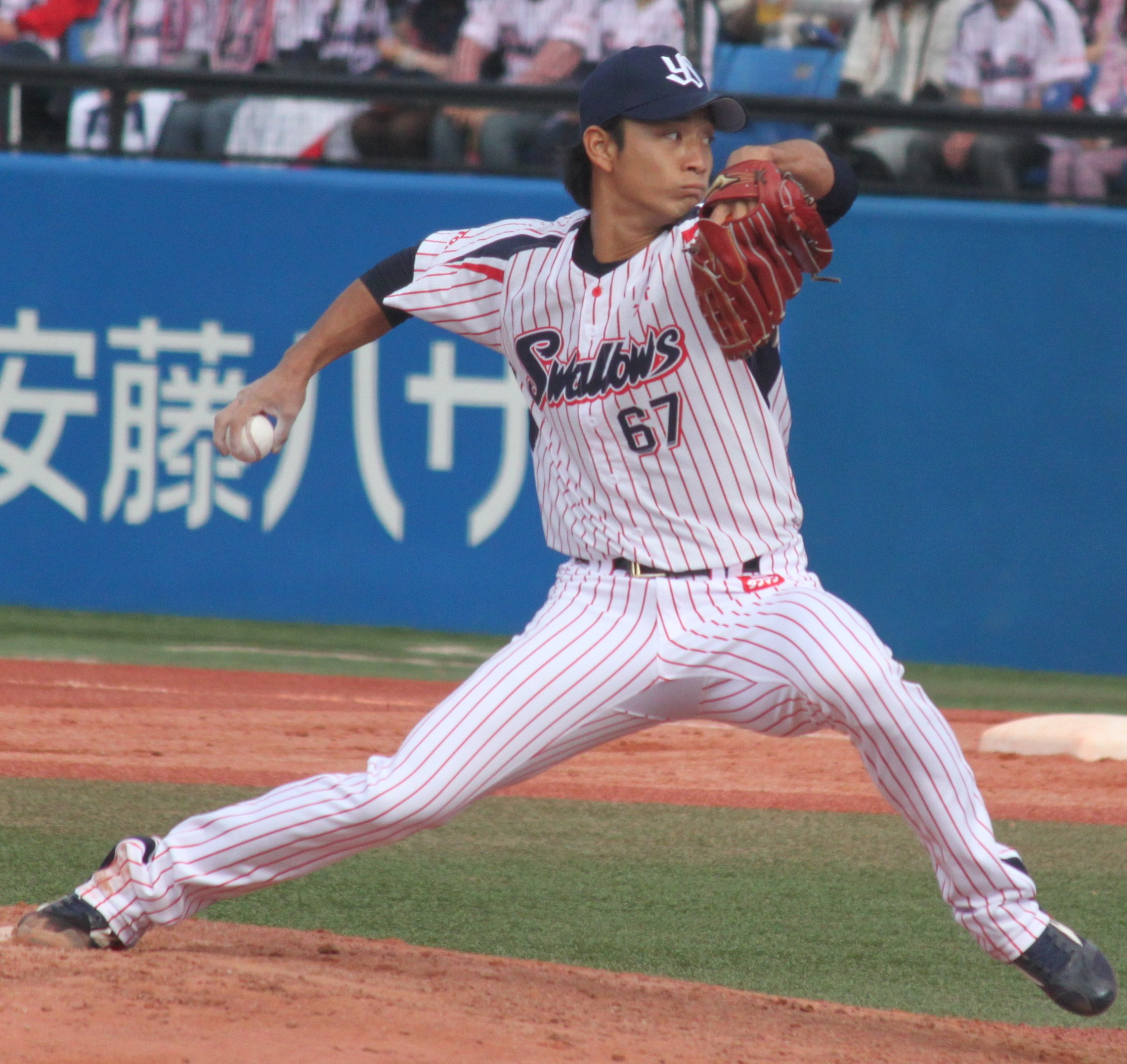
平井の投球フォーム
（2013年4月7日、明治神宮野球場）

2010年は、春季キャンプは二軍スタート。4月11日のイースタン・リーグ対東北楽天ゴールデンイーグルス戦で3番手として二軍公式戦に初登板し、1回2奪三振自責0の好スタートを切った。フレッシュオールスターゲームの候補に選ばれていたが、出場を辞退。しかし深刻な怪我ではなく、8月以降も順調に登板を続け、9登板、20回1/3を投げて防御率4.43、7与四死球、24奪三振を記録。ストレートの球速も9月には最速150km/hを超える成長を見せた。フェニックス・リーグでも好投を見せ、秋季キャンプの一軍メンバーに選ばれている。
2012年は、4月5日の阪神タイガース戦で一軍デビューし、4月8日の中日ドラゴンズ戦でプロ初セーブ、4月28日の広島東洋カープ戦でプロ初勝利を挙げた。
2013年7月2日に、横浜市内の病院で右肩のクリーニング手術を行った影響もあり、この年以降は一軍での登板はなく、2015年11月12日に育成選手として契約更改を行った。
2016年6月6日、育成選手から支配下選手へ再登録された。背番号は育成登録以前と同じ67となった。このシーズンは平井にとって飛躍の一年となった。一軍昇格後は8試合連続無失点などで一度も二軍落ちせず、33試合に投げて1勝1敗0セーブ7ホールド、防御率2.81だった。8月25日の中日戦では、1236日ぶりの白星を挙げた。
2017年は4試合に登板、防御率10.13だった。
2019年8月31日の中日戦に3番手で登板し9回の1イニングを無失点に抑え、その後延長でチームが勝利し、3年ぶりの勝ち星を手にした。
2020年は右肘の怪我のため、一軍二軍ともに登板0に終わり、11月2日に戦力外通告を受けた。

### 四国IL・愛媛時代
2021年3月2日、NPB復帰を目指すため、四国アイランドリーグplusに所属する愛媛マンダリンパイレーツの練習に参加することが発表された。同26日、正式に選手契約を結んだことが発表された。
2021年は、23試合に登板して2勝0敗4セーブ、防御率2.05の成績だった。同年シーズン限りで現役を引退し、シーズン終了後の11月11日に愛媛の投手コーチに就任することが発表された。専任コーチとしては2シーズン務め、2024年11月21日に同年の契約期間満了をもって退団することが発表された。

## プレースタイル
最速154km/hの直球とスライダーを軸に投球を組み立て、フォークボールも混ぜる。

## 詳細情報

### 年度別投手成績
| 年 度    | 球 団    | 登 板 | 先 発 | 完 投 | 完 封 | 無 四 球 | 勝 利 | 敗 戦 | セ 丨 ブ | ホ 丨 ル ド | 勝 率 | 打 者 | 投 球 回 | 被 安 打 | 被 本 塁 打 | 与 四 球 | 敬 遠 | 与 死 球 | 奪 三 振 | 暴 投 | ボ 丨 ク | 失 点 | 自 責 点 | 防 御 率 | W H I P |
| -------- | -------- | ----- | ----- | ----- | ----- | -------- | ----- | ----- | -------- | ----------- | ----- | ----- | -------- | -------- | ----------- | -------- | ----- | -------- | -------- | ----- | -------- | ----- | -------- | -------- | ------- |
| 2012     | ヤクルト | 22    | 0     | 0     | 0     | 0        | 2     | 2     | 1        | 2           | .500  | 82    | 19.0     | 21       | 3           | 5        | 0     | 1        | 10       | 0     | 0        | 12    | 12       | 5.68     | 1.37    |
| 2013     | ヤクルト | 7     | 0     | 0     | 0     | 0        | 1     | 1     | 0        | 0           | .500  | 29    | 6.1      | 7        | 0           | 2        | 0     | 0        | 8        | 0     | 0        | 1     | 1        | 1.42     | 1.43    |
| 2016     | ヤクルト | 33    | 0     | 0     | 0     | 0        | 1     | 1     | 0        | 7           | .500  | 132   | 32.0     | 27       | 2           | 10       | 0     | 0        | 24       | 0     | 0        | 12    | 10       | 2.81     | 1.16    |
| 2017     | ヤクルト | 4     | 0     | 0     | 0     | 0        | 0     | 0     | 0        | 0           | ----  | 19    | 2.2      | 5        | 0           | 4        | 0     | 1        | 3        | 1     | 0        | 4     | 3        | 10.13    | 3.38    |
| 2019     | ヤクルト | 20    | 1     | 0     | 0     | 0        | 1     | 1     | 0        | 4           | .500  | 87    | 19.0     | 24       | 1           | 9        | 0     | 0        | 13       | 2     | 0        | 18    | 18       | 8.53     | 1.74    |
| NPB：5年 | NPB：5年 | 86    | 1     | 0     | 0     | 0        | 5     | 5     | 1        | 13          | .500  | 349   | 79.0     | 84       | 6           | 30       | 0     | 2        | 58       | 3     | 0        | 47    | 44       | 5.01     | 1.44    |

- 2020年度シーズン終了時

### 年度別守備成績
| 年 度 | 球 団    | 投手  | 投手  | 投手  | 投手  | 投手  | 投手     |
| 年 度 | 球 団    | 試 合 | 刺 殺 | 補 殺 | 失 策 | 併 殺 | 守 備 率 |
| ----- | -------- | ----- | ----- | ----- | ----- | ----- | -------- |
| 2012  | ヤクルト | 22    | 0     | 7     | 0     | 0     | 1.000    |
| 2013  | ヤクルト | 7     | 1     | 0     | 0     | 0     | 1.000    |
| 2016  | ヤクルト | 33    | 4     | 1     | 1     | 0     | .833     |
| 2017  | ヤクルト | 4     | 0     | 1     | 1     | 0     | .500     |
| 2019  | ヤクルト | 20    | 0     | 2     | 0     | 0     | 1.000    |
| 通算  | 通算     | 86    | 5     | 11    | 2     | 0     | .889     |

- 2020年度シーズン終了時

### 記録
- 初登板：2012年4月5日、対阪神タイガース2回戦（明治神宮野球場）、8回表に2番手で救援登板、1回無失点
- 初セーブ：2012年4月8日、対中日ドラゴンズ3回戦（ナゴヤドーム）、10回裏2死に6番手で救援登板・完了、1/3回無失点
- 初奪三振：2012年4月14日、対横浜DeNAベイスターズ3回戦（明治神宮野球場）、6回表に石川雄洋から空振り三振
- 初ホールド：2012年4月26日、対中日ドラゴンズ6回戦（明治神宮野球場）、7回表に3番手で救援登板、1回無失点
- 初勝利：2012年4月28日、対広島東洋カープ3回戦（MAZDA Zoom-Zoom スタジアム広島）、8回裏1死に6番手で救援登板、2/3回無失点
- 初先発登板：2019年8月17日、対中日ドラゴンズ19回戦（明治神宮野球場）、2回2失点

### 背番号
- 67 （2010年 - 2015年、2016年6月6日 - 2020年、2022年 - 2024年）
- 167 （2016年 - 2016年6月5日）
- 11 （2021年）

### 登場曲
- 「フライングゲット」AKB48（2012年）
- 「Hey Baby (Drop It To The Floor)」Pitbull Feat. T-Pain（2012年）
- 「Get Myself Back」安室奈美恵（2012年）
- 「Body Feels EXIT」安室奈美恵（2013年 - 2015年）
- 「ヒカリヘ」 miwa（2016年 - ）